# Andrä Martyna
Andrä Martyna (geboren am 19. Juli 1958 in Hannover; gestorben am 6. August 2011) war ein deutscher Autor und Illustrator von Science-Fiction und Phantastik.

## Leben
Martyna begann sich schon früh für Science-Fiction und Fantasy zu interessieren. In seiner Jugend schrieb er Kurzgeschichten und Hörspiele, die er selbst produzierte. 34 Jahre lang arbeitete er hauptberuflich als Fototechniker. Mit der Verfügbarkeit bezahlbarer Computer und leistungsfähiger Grafiksoftware begann er, computergenerierte Grafiken zu erstellen und Fantasy- und Science-Fiction-Szenen am Computer zu entwerfen. 2001 brachte der Taschen Verlag in einem Bildband mit Digitalkunst sieben Werke Martynas. Es folgten weitere Veröffentlichungen in Bildbänden in Japan, China, Spanien und Frankreich und ersten Arbeiten als Covergrafiker und Illustrator, unter anderem für den Blitz-Verlag. Außerdem begann er Kurzgeschichten in SF-Magazinen und -Anthologien zu veröffentlichen. Zusammen mit S.H.A. Parzzival und Michelle Stern schrieb er zwei Bände der Titan – Sternenabenteuer, einer Fortsetzungsserie von Raumschiff Promet.
Martyna lebte mit seiner Familie in Hameln. Im August 2011 ist er im Alter von 53 Jahren gestorben, nachdem er im Juni einen Herzinfarkt erlitten hatte.

## Bibliografie
Titan – Sternenabenteuer
(Blitz-Verlag; mit S.H.A. Parzzival und Michelle Stern)
- 19 Tränenmelodie. 2008, ISBN 978-3-89840-131-9.
- 20 Das Lächeln der Angst. 2008, ISBN 978-3-89840-133-3.

Kurzgeschichten
- Gorn. In: Lothar Bauer (Hrsg.): Terracom 104. Club Terracom, 2007.
- Der Engel. In: Alisha Bionda (Hrsg.): Advocatus Diaboli : düster-phantastische Geschichten. Ed. Roter Drache, Rudolstadt 2010, ISBN 978-3-939459-22-4.
- Die Kreatur von Eastchurch. In: Alisha Bionda (Hrsg.): Sherlock Holmes – das ungelöste Rätsel. Voodoo Press, 2011, ISBN 978-3-902802-05-7.
- Leben ohne Ende. In: Alisha Bionda (Hrsg.): Der perfekte Friede. p.machinery, 2011, ISBN 978-3-942533-05-8.

Coverillustrationen (Auswahl)
- Matthias Falke, Michael Knoke: Der Virenplanet. Star Voyager #0. Blitz, 2009, ISBN 978-3-89840-281-1.
- Alisha Bionda (Hrsg.): Advocatus Diaboli : düster-phantastische Geschichten. Ed. Roter Drache, Rudolstadt 2010, ISBN 978-3-939459-22-4.
- Alisha Bionda (Hrsg.): Die Begegnung – und andere düstere Winterlegenden. ARS LITTERAE, Band 6. Sieben-Verlag, Fischbachtal 2010, ISBN 978-3-940235-92-3.
- Linda Budinger: Unter dem Vollmond. Sieben-Verlag, Fischbachtal 2010, ISBN 978-3-940235-91-6.
- Sherlock Holmes – Das ungelöste Rätsel : Mystery Anthologie. Voodoo Press, Marsalforn 2011, ISBN 978-3-902802-05-7.
- Alisha Bionda (Hrsg.): Snakewoman und andere phantastische Geschichten : Gedenk-Anthologie zum 1. Todestag des Künstlers Andrä Martyna. Fabylon, 2012, ISBN 978-3-927071-60-5.
- Matthias Falke: Die rote Wüste : fantastische Erzählungen. P.machinery, 2012, ISBN 978-3-942533-27-0.